# Bellevue (Texas)
Pour les articles homonymes, voir Bellevue.
Bellevue est une municipalité américaine du Comté de Clay au Texas. Au recensement de 2010, Bellevue comptait 362 habitants.